# Pegfilgrastim
Le pegfilgrastim est une forme pégylée du filgrastim et analogue du facteur de stimulation des colonies des granulocytes (en) humains recombinant (r-metHuG-CSF) qui est utilisé en complément de chimiothérapie pour stimuler la production de globules blancs (neutrophiles).

## Autorisation de mise sur le marché
Le médicament de référence est le Neulasta et ses biosimilaires sont, le 18 août 2020, Cegfila, Fulphila, Lapelga, Grasustek, Pelgraz, Pelmeg, Udenyca et Ziextenzo. 

## Indications
Le traitement par pegfilgrastim peut être utilisé pour stimuler la moelle osseuse afin de produire davantage de neutrophiles pour combattre une éventuelle infection chez les patients subissant une chimiothérapie, notamment pour le cancer du sein.

## Mécanisme d'action
Le facteur de stimulation des colonies des granulocytes ou facteur de croissance de la lignée granulocytaire (G-CSF) est une glycoprotéine qui régule la production et la libération des polynucléaires neutrophiles à partir de la moelle osseuse.
Le pegfilgrastim est une forme à durée prolongée de filgrastim, par diminution de la clairance rénale. 
Le pegfilgrastim et le filgrastim présentent un mécanisme d'action identique, entraînant une augmentation marquée, dans les 24 heures, du nombre de polynucléaires neutrophiles circulants, ainsi qu'une augmentation mineure des monocytes et/ou des lymphocytes. 
Comme pour le filgrastim, les neutrophiles produits en réponse au pegfilgrastim possèdent des fonctions normales ou activées démontrées par les tests de chimiotactisme et de phagocytose. Comme pour d'autres facteurs de croissance hématopoïétiques, le G-CSF a montré in vitro des propriétés stimulantes des cellules endothéliales humaines. Le G-CSF peut promouvoir la croissance des cellules myéloïdes, dont celle des cellules malignes, in vitro et des effets similaires ont pu être observés sur certaines cellules non myéloïdes in vitro. 

## Pharmacocinétique
Le pegfilgrastim a une demi-vie de 15 à 80 heures, bien plus longue que le filgrastim (3 à 4 heures).